# Lars Mauritz Törngren
Lars Mauritz Törngren, född 4 februari 1839 i Trosby, Östergötlands län, död 24 april 1912 i Stockholm, var en kapten i svenska flottan och senare gymnastikinstruktör. Han är för eftervärlden mest känd som gymnast och författare av idrottsinstruktionsböcker. I boken Fria lekar utgav han 1879 den första uppsättningen regler för svensk fotboll (en tidig blandning mellan fotboll och rugby).

## Biografi
Törngren föddes i Trosby i Tjällmo församling (nuvarande Motala kommun) som son till överstelöjtnanten Lars Mathias Törngren och friherrinnan Hillevi Sofia Posse af Säby. Efter att han vid 20 års ålder avlagt sjöofficersexamen vid krigsakademien och blivit sekundlöjtnant, deltog han i flera långväga sjöexpeditioner samt befordrades 1866 till löjtnant och 1875 till kapten. Efter tvåårig elevkurs vid Gymnastiska centralinstitutet anställdes han 1864 som biträdande och kort därefter som extra lärare vid samma institut. 1873 blev han så lärare vid dess pedagogiska avdelning och 1882, samma år som han slutligen tog avsked från flottan, efterträdde han Hjalmar Ling, Pehr Henrik Ling son, som professor och överlärare. Han hade denna anställning till hösten 1909. Från 1887, då han tog vid efter Gustaf Nyblæus, till 1907 var han även föreståndare för Gymnastiska centralinstitutet.
1870 gifte han sig med Elisabeth Noer (1842-1929), dotter till grosshandlaren i Stockholm Eric Noer (1808-1894) och Maria Helena Möncher. Han var far till Thorsten W. Törngren, Erik Törngren, Conrad Törngren och Gösta Törngren. De är alla begravda på Solna kyrkogård.